# Åge Lundström
Johan August „Åge“ Lundström (* 8. Juni 1890 in Stockholm; † 26. September 1975 in Landskrona) war ein General der Schwedischen Luftwaffe sowie Fechter und Spring- und Vielseitigkeitsreiter.

## Armee
1910 ernannte man Lundström zum Offizier und sechs Jahre später zum Leutnant des Livregementets dragoner. Im Jahre 1924 wurde er Pilot bei der Schwedischen Luftwaffe und 1926 Kapitän. Im gleichen Jahr erhielt Lundström eine Lehrstelle an der königlichen Armeeflugschule F 5 Ljungbyhed, Kungliga Krigsflygskolan. 1931 wurde er Commanding Officer des F 4 Frösön, Kungliga Jämtlands Flygflottilj, einer Abteilung der Luftwaffe. Zwischen 1932 und 1943 war er darüber hinaus Commanding Officer der Armeeflugschule. 1948 beförderte man ihn zum Stabschef der Truppen Folke Bernadottes in Palästina.

## Sport
Im Jahre 1914 wurde Lundström schwedischer Meister im Florettfechten. Zwischen 1919 und 1921 war er Reittrainer in Strömsholm. Er nahm an zwei Olympischen Spielen teil. Bei jenen 1920 in Antwerpen sicherte er sich auf seinem Pferd Ysra im Vielseitigkeitsreiten mit der Mannschaft die Goldmedaille und belegte im Einzel den zweiten Platz. Im Einzelspringreiten erreichte er auf Eros lediglich einen 14. Platz.
Vier Jahre darauf, bei den Olympischen Spielen 1924 in Paris gewann Lundström auf Anvers mit der niederländischen Equipe das Springreiten. Im Einzelspringreiten belegte er den zehnten Rang.